# Illmensee (gmina)

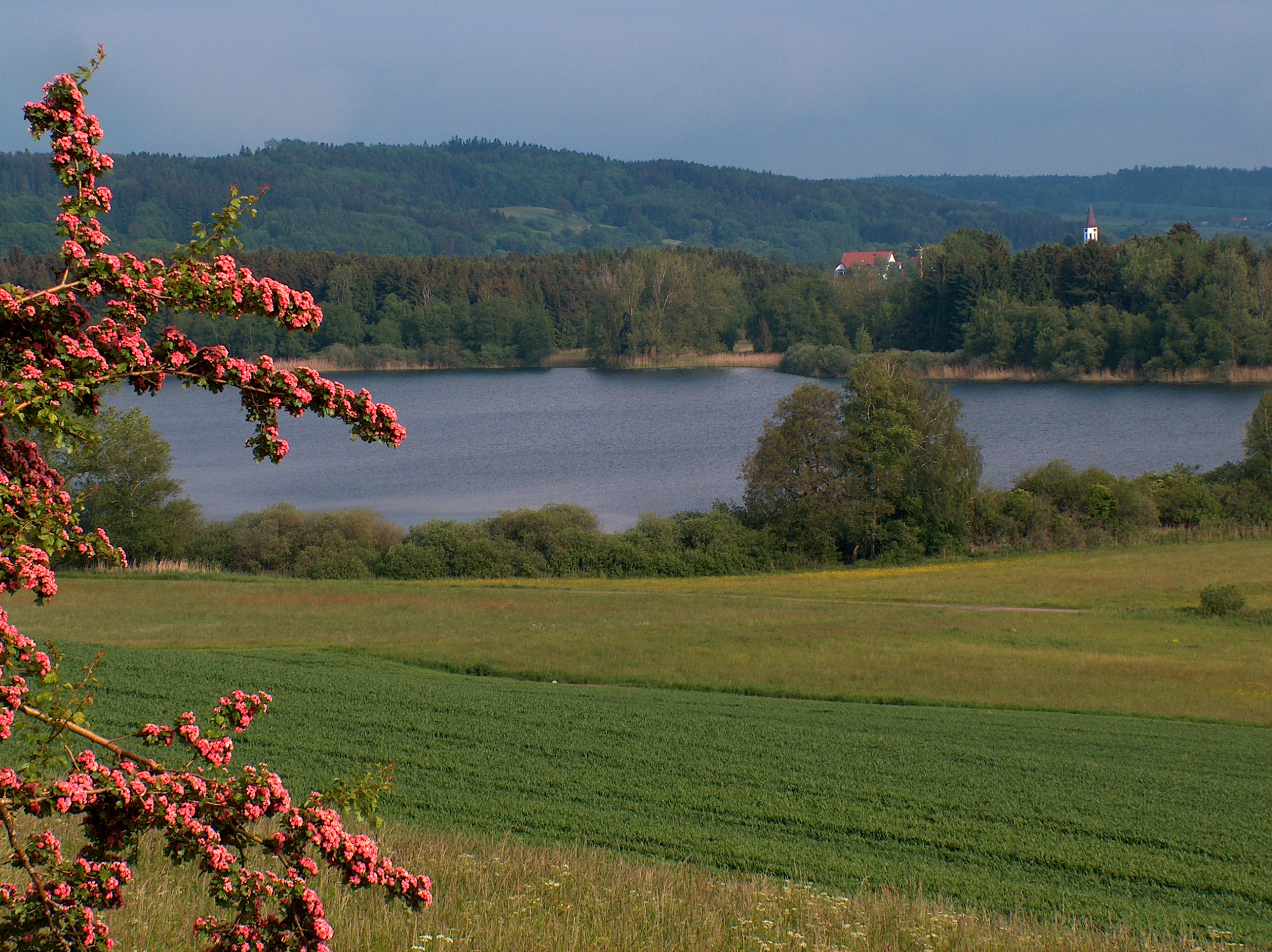
Jezioro Ruschweil

Illmensee – miejscowość i gminaw Niemczech, w kraju związkowym Badenia-Wirtembergia, w rejencji Tybinga, w regionie Bodensee-Oberschwaben, w powiecie Sigmaringen, wchodzi w skład wspólnoty administracyjnej Pfullendorf. Leży pomiędzy jeziorami Illmensee i Ruschweil, ok. 30 km na południowy wschód od Sigmaringen.